# Norges Grand Prix
Norges Grand Prix var en biltävling som kördes på frusna sjöar runt Norge.

## Vinnare av Norges Grand Prix
| År   | Förare               | Bil        | Bana          |
| ---- | -------------------- | ---------- | ------------- |
| 1934 | Per-Viktor Widengren | Alfa Romeo | Mjøsa         |
| 1935 | Per-Viktor Widengren | Alfa Romeo | Bogstadvannet |
| 1936 | Eugen Bjørnstad      | Alfa Romeo | Gjersjøen     |